# Universal Peace Foundation
Universal Peace Foundation là một câu lạc bộ bóng đá Palau thi đấu ở Giải bóng đá vô địch quốc gia Palau, giải bóng đá cấp độ cao nhất ở Palau, ở mùa giải 2006–07, và xếp cuối bảng, thua tất cả các trận với hiệu số bàn thắng bại là -29. Do ghi nhận rời rạc, không rõ có bao nhiêu mùa giải đội bóng đã tham gia.